# Ольшовець (Пулавський повіт)
Ольшовець (пол. Olszowiec) — село в Польщі, у гміні Маркушув Пулавського повіту Люблінського воєводства.
Населення — 86 осіб (2011).
У 1975-1998 роках село належало до Люблінського воєводства.

## Демографія
Демографічна структура станом на 31 березня 2011 року:
|          | Загалом | Допрацездатний вік | Працездатний вік | Постпрацездатний вік |
| -------- | ------- | ------------------ | ---------------- | -------------------- |
| Чоловіки | 48      | 14                 | 28               | 6                    |
| Жінки    | 38      | 4                  | 24               | 10                   |
| Разом    | 86      | 18                 | 52               | 16                   |